# John Mathai
Pour les articles homonymes, voir Mathai.
John Mathai, né le 10 janvier 1886 à Kozhikode et mort le 2 novembre 1959, est un homme politique indien. Il a été ministre des Finances du 2 septembre 1946 au 29 octobre 1946, date à laquelle il est remplacé par Liaquat Ali Khan. Il est de nouveau ministre des Finances entre 1949 et 1950. Il a également été ministre des chemins de fer.